# سابرینا (فیلم ۱۹۵۴)
سابرینا (Sabrina) فیلمی از بیلی وایلدر با بازی هامفری بوگارت و آدری هپبورن محصول سال ۱۹۵۴ است.

## خلاصهٔ داستان
خاندان لارابی سرمایه داران بزرگ لانگ آیلند توجه چندانی به سابرینا، دختر راننده خانوادهٔ لارابی ندارند؛ ولی سابرینای رؤیاپرور و نازنین، پنهانی دل در گرو عشق دیوید، پسر کوچکتر خانوادهٔ لارابی دارد.
پدر سابرینا برای آنکه سابرینا را از بند این عشق دست نیافتنی برهاند، وی را برای فراگیری هنر آشپزی به آموزشکده‌ای در پاریس می‌فرستد. ماندن در پاریس دیری نمی‌پاید و سابرینا پس از دو سال پخته‌تر و باوقارتر به خانه بازمی‌گردد.
بازگشت سابرینا به خانهٔ لارابی این بار همراه با عشق دیوید به سابرینا در روز نامزدی دیوید با دختر یکی از بازرگانان نیشکر می‌شود. لاینس برادر بزرگ‌تر دیوید که برای پیشبرد پروژه‌های اقتصادی خود به ازدواج دیوید با دختر بازرگان نیازمند است.
پس برای دست به سر کردن سابرینا دست به کار می‌شود، و روش‌های گوناگون را برای دور کردن سابرینا از دیوید بکار می‌بندد؛ ولی در این میان پی می‌برد که خود ناخواسته گرفتار عشق سابرینا شده‌است.

## بازیگران
- هامفری بوگارت: لاینس لارابی
- آدری هپبورن: سابرینا
- ویلیام هولدن: دیوید لارابی
- جان ویلیامز: توماس، پدر سابرینا
- فرانسیس بوشمن: آقای تایسون، پدر الیزابت
- نلا واکر: خانم لارابی (مادر لاینس و دیوید)
- گرگوری راتوف
- مارسل هیلر

## بازسازی
نسخه جدیدی از سابرینا در سال ۱۹۹۵ به کارگردانی سیدنی پولاک ساخته شده‌است.

## جوایز
- برنده جایزه اسکار بهترین طراح صحنه
- نامزد دریافت جایزه اسکار بهترین کارگردانی، بیلی وایلدر
- نامزد دریافت جایزه اسکار بهترین بازیگر نقش اول زن، آدری هپبورن